# Vågen, Ångermanland
Vågen är en sjö i Strömsunds kommun i Ångermanland och ingår i Ångermanälvens huvudavrinningsområde. Sjön har en area på 0,268 kvadratkilometer och ligger 213,6 meter över havet. Sjön avvattnas av vattendraget Smalvägen.

## Delavrinningsområde
Vågen ingår i det delavrinningsområde (709589-152552) som SMHI kallar för Utloppet av Vågen. Medelhöjden är 260 meter över havet och ytan är 5,23 kvadratkilometer. Det finns inga avrinningsområden uppströms utan avrinningsområdet är högsta punkten. Smalvägen som avvattnar avrinningsområdet har biflödesordning 4, vilket innebär att vattnet flödar genom totalt 4 vattendrag innan det når havet efter 168 kilometer. Avrinningsområdet består mestadels av skog (82 procent). Avrinningsområdet har 0,27 kvadratkilometer vattenytor vilket ger det en sjöprocent på 5,1 procent.